# Med alla Herrens fromma
Med alla Herrens fromma är en psalm, skriven 1814 av Johan Olof Wallin och bearbetad 1978 av Anders Frostenson. Musiken är skriven 1614 eller 1615 av Melchior Teschner.

## Publicerad i
- 1819 års psalmbok som nr 488 under rubriken "Med avseende på de yttersta tingen: En trogen själs försmak av en salig evighet" (sex verser med titelraden Snart ligger bojan krossad).
- 1937 års psalmbok som nr 567 under rubriken "Det kristna hoppet inför döden" (sex verser med titelraden Snart ligger bojan krossad).
- 1986 års psalmbok som nr 616 under rubriken "Pilgrimsvandringen".
- Psalmer och Sånger 1987 som nr 722 under rubriken "Framtiden och hoppet - Pilgrimsvandringen".[1]